# Матковский, Григорий Игнатьевич
Григорий Игнатьевич Матковский (1851—1941) — актёр театра Российской империи и СССР, режиссёр, антрепренёр и педагог. Преподаватель Музыкально-драматической школы Н. Лысенко.

## Биография
Артистическую деятельность начал в 1879 году в антрепризе О. П. Лавровской-Долинской в Кременчуге.

Впоследствии был актёром, а с 1885 года и режиссёром в частных театрах. Его достижения как актёра были не такими значительными как в режиссуре и педагогике. Так, газета «Одесский листок» в январе 1896 года сообщала, что в сильно драматической роли Анания из «Горькой судьбины» Алексея Писемского он вызвал «гомерический» смех зрителей. 
Матковский обладал импозантной наружностью, большим сценическим опытом. Его исполнение было отмечено непринуждённостью. Однако лирические сцены актёр играл с оттенком сентиментальности, героические — с некоторой сухостью и монотонностью.
В режиссуре дела шли лучше. Кроме Одессы, он работал в крупных антрепризах других городов, среди которых частные театры Смоленска, Екатеринослава, Москвы (Театр Корша, 1897—1898), Киева (Театр «Соловцов», 1902—1905) и др.
Имел собственные антрепризы в Житомире (1886), Риге (1899), Киеве (1905).

Значительной была помощь Григория Матковского Николаю Лысенко при создании музыкально-драматической школы в Киеве. Он не только помогал Лысенко организационно, но и также много лет преподавал театральную культуру в Музыкально-драматической школе Лысенко. Преподавал на русском языке. 
Суровый и непримиримый. Чтобы актеры знали роли наизусть, завёл пса, который просто вырывал роль у них из рук, заложенных за спину.
Сотрудничал с Марией Старицкой как преподаватель школы Лысенко и как режиссёр. В 1914 году принял участие в постановке «Каменного хозяина» Леси Украинки в Театре Николая Садовского.
Но после 1917 года имя Матковского было практически вычеркнуто из истории театра. Он категорически отказался преподавать по новой программе и завышать оценки студентам рабфака, поэтому единственным его доходом стали частные уроки, на которых он учил азам логического мышления, поведения и движению на сцене, а главное — литературе всемирного театра.
После смерти жены Григория Матковского старшая его дочь Тамара должна была воспитывать двух своих младших сестёр Лидию и Елену. Но вскоре не стало и Тамары. Перед смертью она завещала своей подруге актрисе Анне Егоровой (бабушка художницы Ирины Левитской) опекаться ими. А сам Григорий Матковский вторично женился на молодой машинисткой Валентине Тефельберг, младшей его на 50 лет. Её печатная машинка до самой смерти Матковского (зимой 1941 года почти в 90-летнем возрасте) была единственным средством их существования.
Дата рождения и смерти Матковского долго не были известны. Ирина Левитская, которая была свидетельницей его погребения, показала могилу Григория Матковского на старом Байковом кладбище учёным музея Н. В. Лысенко, что помогло им установить годы жизни режиссёра.

Воспоминания Леонида Леонидова также подтверждают, что Григорий Матковский прожил не менее 84 лет: 
Два года назад, во время гастролей МХАТ в Киеве, он заходил ко мне. Восемьдесят четыре года, но так же говорит в нос, так же аккуратный, так же «не один». Память и все остальное в полном порядке.